# Vital Borkelmans
Vital Borkelmans (1 de juny de 1963) és un exfutbolista belga. El 2012 va ser nomenat membre de la selecció belga com a ajudant de l'entrenador nacional Marc Wilmots. El 2018 es va convertir en l'entrenador nacional de Jordània.

## Selecció de Bèlgica
Va formar part de l'equip belga a la Copa del Món de 1994. El juliol de 2012, Borkelmans fou nomenat entrenador assistent de Marc Wilmots de la selecció de Bèlgica.